# エミリヤン・ヨシモヴィッチ
エミリヤン・ヨシモヴィッチ（Emilija Josimovic、Емилиjан jосимови、1823年-1897年）は、セルビアの数学教育者で、都市計画家。モルドバ生まれ。経歴としては長くセルビアで数学教育に努めたが、一方で都市プランの代表作に、1867年に策定したベオグラードの再整備計画があり、これをきっかけにセルビアで最初の都市プランナーとなり、同国初の都市計画系教育者ともなる。

## 略歴
1831年にカランセベシの小学校に入学し教育のスタートを切る。その後、ルゴシ陸軍士官学校で数学課程を、ウィーンで哲学と芸術の研究課程を修め、22歳のときベオグラードで数学教師の職に就く。以後、非常勤で教諭を務めている。1850年から砲兵学校の数学科に勤め、1869年に教授・数学科の学科長に就任。同校では数学の他に機械工学や、後には測量術も教授した。自著「幾何学や遠近、建築と建設道路及び民事に関する教科書」はセルビアで 高等教育で扱う最初の都市工学教科書として執筆している。
他方、ベオグラードでは当時の知識人たちの集まりなどやセルビアでの公共社会事業にも積極的に参加し、セルビア文学会メンバーにもなって社会活動を学んでいった。セルビアでの最初の技術者協会、現在の技術者協会の前身の設立と運営にも参加した。
こうして、1864年からクネズ・ミハイロヴァ通り地区を中心としたベオグラード市街の部分整備案を計画し、1867年にベオグラードが正式に自由都市となって以降、この案による都市改造が実践されていった。それまではベオグラードの通り網は曲がりくねっていた。